# Mitra 15

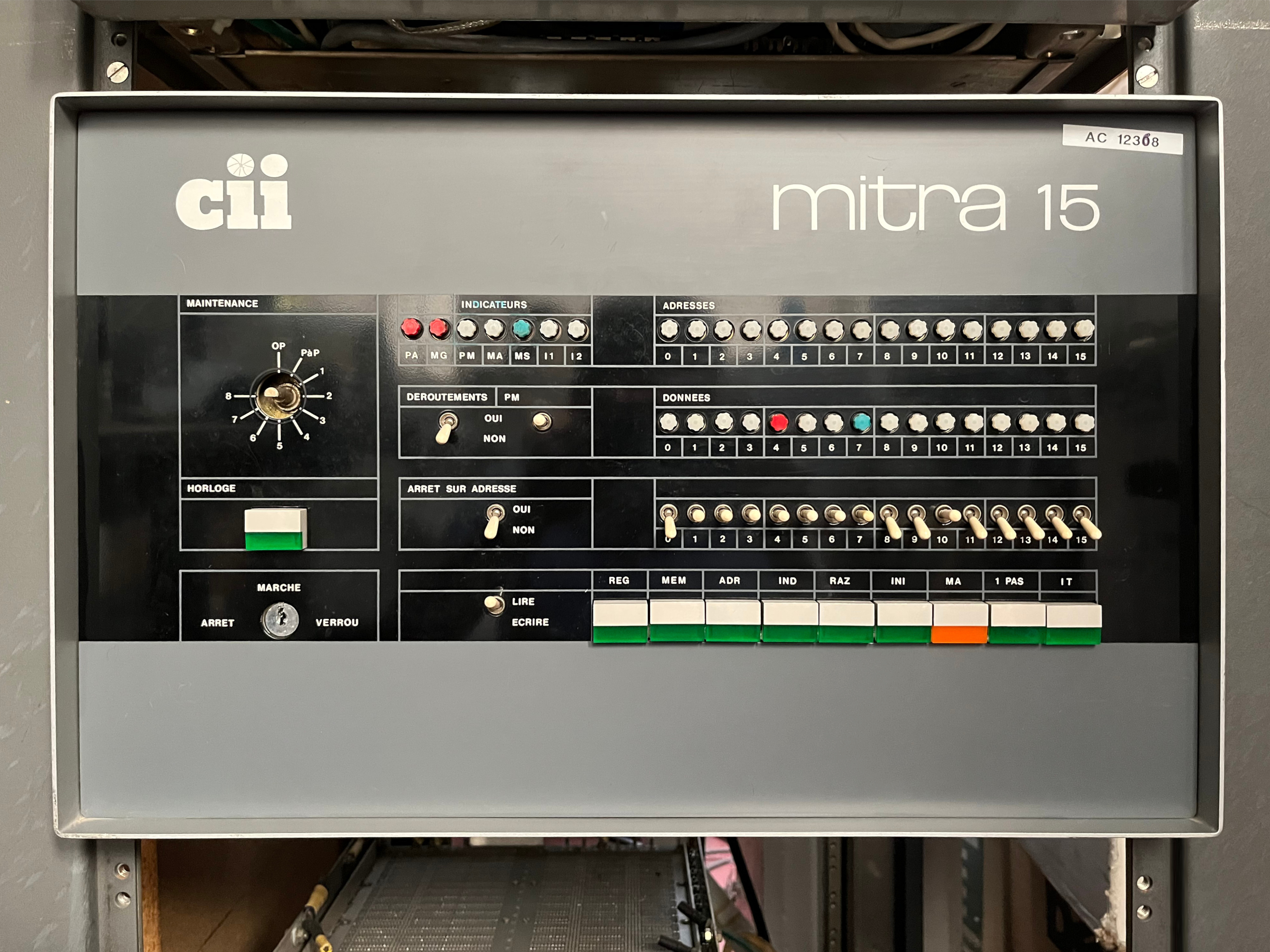
Panneau avant du CII Mitra 15 (collection de l'ACONIT, Grenoble)

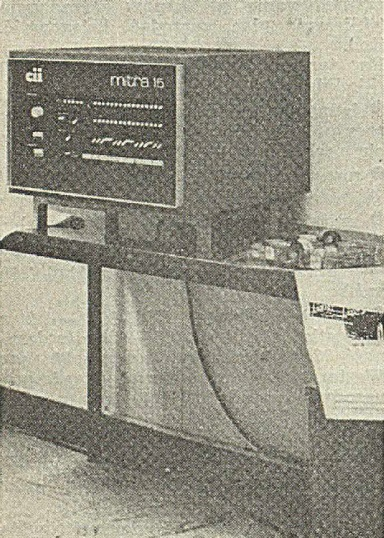
Le mini-ordinateur CII Mitra 15, en version de simple module d'entrée de gamme.

Le Mitra 15 est, avec l'Iris 80, l'un des ordinateurs réalisés par la Compagnie internationale pour l'informatique (CII) dans le cadre du plan Calcul. Il a été commercialisé de 1971 à 1985 et permettait de fonctionner en relation avec un grand système. Il fut fabriqué à un millier d'exemplaires pour la CII jusque 1975 dans l'usine de Toulouse, puis à Crolles dans la banlieue de Grenoble. Au total plus de 7 000 exemplaires ont été fabriqués.

## Historique du Mitra 15

### Nom
Son nom est un acronyme signifiant « Mini-machine pour l'Informatique Temps Réel et Automatique ». Il fonctionnait, dans ses premières versions, avec une mémoire principale à tores de ferrite au lithium organisée en mots de 16 bits.

### Esprit
Le Mitra 15 a recours à la microprogrammation, technique qui deviendra à la mode deux ans plus tard. « L'essor des circuits électroniques intégrés vaut actuellement une publicité nouvelle à cette technique, qu'on a parfois qualifiée de « firmware » (hybride de hardware et de software) », et qui permet de « disposer de plusieurs ordinateurs en un seul » car pour le « rendre apte à d'autres calculs, il suffit de modifier le contenu de la mémoire de commande » commente Le Monde le 21 mars 1973.

### Conception
Le Mitra 15 est considéré comme le premier des mini-ordinateurs de la CII, conçus dès le départ en complémentarité et en réseau avec le plus puissant des ordinateurs français de l'époque, l'Iris 80, du même constructeur, avec lequel il devient compatible, ce qui n'était pas le cas de l'Iris 50, parfois confondu avec son successeur.
Le Mitra 15 est développé par une équipe dirigée par Alice Recoque,,. Dans les laboratoires de la CII, Alice Recoque a mené une réflexion poursuivant celle du projet CAB 1500 abandonné en 1966, vers « une petite machine conversationnelle, préfiguration de l’informatique personnelle » en mettant l’accent sur l’environnement périphérique (console de visualisation, machine à écrire électrique, etc). Séduite, la CII lui demande de la représenter dans un projet baptisé MIRIA, dirigé par Paul-François Gloess, nommé directeur de recherches à l'INRIA, avec qui elle avait travaillé dix ans à la SEA, et auprès duquel la CII la détache pendant quelques mois avant de lui confier le projet complet. Le prédécesseur du Mitra 15, le 10010, « très précurseur » n'avait pas eu l’essor commercial suffisant. Fin 1968, Bernard Dorléac, directeur général de la CII présentait déjà dans la presse généraliste le 10010, comme un « petit système économique à usage industriel, terminaux de télétraitement ».
Vers la fin de 1969, Alice Recoque se voit confier le projet de miniordinateur Mitra 15, d'une vingtaine de kilos seulement  car en circuits intégrés, conçu pour le routage du réseau d'ordinateur Cyclades, mais aussi utilisé par EDF, la fusée Ariane et le Spacelab, qui sortira dès avril 1971.
Les besoins de la CII dans le domaine des petits ordinateurs se précisent, car ils vont pouvoir compléter la gamme de gros et moyens ordinateurs Iris 80 en cours de développement, et en partie dédiés aux applications de gestion, mais aussi au calcul scientifique rapide et puissant pour l'époque, via le nouveau logiciel Transiris, permettant de distribuer le calcul en réseau, entre petits et gros ordinateurs. C'est dans cet esprit que que la CII confie à Alice Recoque ce projet « de la conception à l’industrialisation, en passant, par l’étude et le développement », avec des « diodes au germanium, le silicium n’ayant pas encore totalement convaincu », visant des applications industrielles et scientifiques. Ce projet (nom de code « Q0 ») donne rapidement naissance à la gamme Mitra et Alice Recoque est nommée « responsable recherche et développement » de la division « Petits ordinateurs et systèmes associés » de la CII,.
En 1970, le gouvernement se voit reprocher de n'avoir pas rapproché Bull et la CII. Contrôlant en 1971 environ 13% du marché français (16% de celui des administrations), elle a déjà installé 130 systèmes à l'export pour des clients dans 15 pays étrangers, et surtout déjà « développé » le Mitra 15 sur ses « propres ressources » pour prendre le relais du 10010, selon l'économiste Jean-Michel Treille.

### Industrialisation

#### De Grenoble à Toulouse, avec l'Iris 80
Le premier Mitra 15 livré est présenté à la presse le 10 mai 1971, et annoncé livrable en cours d'année permettant d'améliorer rapidement les performances des mini-ordinateurs 10010 et 10020 de la CII, lesquels ont « déjà réussi à prendre pied, non sans succès » sur ce marché, selon la presse
Il est tout d'abord produit à Crolles puis Échirolles, ce qui permet de mettre en symbiose son développement avec celui de l'agglomération grenobloise, la plus avancée en France dans le domaine des circuits intégrés en 1970-1971. Mais très vite, son succès commercial, pas encore prévu dans la première convention du plan-calcul s'impose face aux développements, et incite à des embauches aussi, dès le mois suivant, en juin 1971 , dans l'usine CII de Toulouse, dont l'effectif grimpe de 50% en quelques mois.
En cette année 1971 qui voit la CII commercialiser ses propres ordinateurs de nouvelle génération, visant l'informatique distribuée sous une forme de complémentarité entre son nouvel IRIS 80 et le Mitra 15 ils comportent près de 90 % de circuits intégrés américains, en particulier de Texas Instruments, société américaine qui a mis au point les circuits intégrés les plus modernes et adaptés à ce projet de la CII. Depuis 1965, la loi de Moore veut que le nombre de transistors dans les circuits intégrés en silicium double tous les 18 mois et depuis 1968 Gordon Moore a quitté Fairchild Semiconductor pour fonder avec Robert Noyce, inventeur des circuits intégrés la société Intel à Santa Clara dans la Silicon Valley, avec un premier processeur lancé en 1991.
Six mois après la présentation du premier Mitra 15, le premier microprocesseur commercialisé dans le monde, le 15 novembre 1971, est l'Intel 4004, encore balbutiant et réservé à un seul client. Le Mitra 15 sera ensuite produit en plus grande série à l'usine de Toulouse, en même temps que l'Iris 80, un ordinateur plus gros et comme lui plus moderne, les deux pouvant être utilisés en réseau par les clients grâce au logiciel de réseau Transiris installé par les équipes de la CII au coeur de Siris 8, le système d'exploitation du nouvel Iris 80.
Des déclinaisons ont été produites en fonction des besoins des clients. Le Mitra 15 fut également développé en une version militarisée, le Mitra 15M. La microprogrammation a recours à un microprogramme, stocké dans une mémoire morte, dont l’exécution fait qu’un ordinateur simple (la micromachine) exécute toujours le même algorithme, pour les instructions d’un autre ordinateur : la macromachine, où simplement la machine, seule vue par le programmeur.
Dans un premier temps, il est produit en version de simple module autonome à cabinetterie externe. Lui succèdent les Mitra 15-20, Mitra 15-30, Mitra 15-35, produits à partir de 1972. Plus tard, les Mitra 15-30 et Mitra 15-35 disposeront d'une armoire-châssis externe à configuration étendue et tiroirs modulables sont destinés en particulier aux clients de l'industrie des télécommunications ; ils sont commercialisés à partir de 13 000 dollars. Le Mitra 15M / 05 ne sera produit en 1975.
Au cours de cette année 1972, le nouveau Premier ministre Pierre Messmer vient à l'usine de Toulouse déclarer que « la CCI est un bon exemple de politique industrielle », car cette concurrence plus forte contre IBM se traduit par une baisse de 2% à 5% des matériels, tandis que le chiffre d'affaires des SSSI françaises va passer de 0,9 à 1,6 million de francs entre 1971 et 1974.

#### La montée en puissance de 1972-1974
Puis en mars 1973, un total de 266 Mitra 15 étaient en commande pour s'ajouter aux 67 installés, tandis que, onze mois après sa sortie, dix Iris 80 sont installés et 13 en cours. L'année 1973, voit ainsi le chiffre d'affaires de la CII augmenter de 47%. Les deux usines voisines et complémentaires de Toulouse, celle de Motorola pour les composants en circuits intégrés, et celle de la CII pour assembler des ordinateurs, « procèdent à des investissements notables » et la capacité de celle de la CII a « fortement augmenté fin 1973 ». La fabrication en série des Mitra 15 et des Iris 80 a précipité l'automatisation tandis que la surface utile de l'usine a doublé, passant à 45 000 m2, les Iris 50 et les Mitra 15 calculant et surveillant tous les stades de la production, en particulier dans le contrôle électronique des composants. Des machines semi-automatiques permettent 2000 implantations par heure des diodes de série sur les circuits imprimés, contre 160 avant par l'insertion manuelle.

#### Le coup d'arrêt de 1974
Mais l'importante prise de participation du CEA dans le capital de la CII, prévue pour la fin de 1974 est suspendue après l'élection présidentielle. Les principaux actionnaires demeurent les mêmes: groupe Empain et la société Kali Sainte-Thérèse, très minoritaires et qui n'ont pas participé à la dernière augmentation de capital d'avril 1974, tandis que l'IDI est monté à 23% et Fininfor, où sont associés Thomson pour 52 % et CGE pour 48%, contrôle 59 % des 210 millions du capital . Philips et Siemens, associés d'Unidata et se montrent réticents en raison de l'incertitude politique créée par le lobbying de la CGE.
Quatre machines de la série 7.700 annoncées par Unidata et un ordinateur de bureau devaient être produits à l'usine de Toulouse mais tout est stoppé. Ainsi, en 1974 la hausse de 16% du chiffre d'affaires de la CII est seulement proche de celle des prix et 60 % des personnels intérimaires n'ont pas été réembauchés en septembre 1974. L'année 1974 est aussi celle du premier choc pétrolier, qui a fait exploser l'inflation. Le personnel de la CII occupe le conseil municipal à la mi-janvier 1975 à Toulouse, où le conseil général a voté, à l'unanimité, une résolution sollicitant du gouvernement la poursuite du plan calcul et ce dernier répond que le plan de charge de l'usine de Toulouse est assuré pour 1975

## Écosystème et marché du mini-ordinateur en 1970
A la CII, les prédécesseurs du Mitra 15 étaient déjà des mini-ordinateurs mais beaucoup moins puissants. En novembre 1971, un rapport du Sénat, publié après qu'ait été renouvelée en août la convention liant l'État aux actionnaires de la CII, constatait que la compagnie détenait déjà 47 % du parc français des mini-ordinateurs utilisés.
Le rapport souligne également les espoirs placés dans le Mitra 15, « développé entièrement sur les crédits propres de la CII » mais souligne la crise globale « qui sévit dans le secteur des composants », après la surchauffe de l'année 1969, crise provoquée par la forte baisse des coûts lors des deux années précédentes.
Le Mitra 15 tient compte de cet environnement dès sa conception dans le cadre de la New Network Architecture de 1969-1970, qui le couple au projet d'Iris 80, machine beaucoup plus grosse, partie d'une architecture Control Data à la Gordon Cray, mais au logiciel entièrement réécrit et émulé, pour que les deux machines peuvent être utilisés ensemble à distance, via le logiciel réseau Transiris, dans un esprit multi-processeurs avant l'heure, répondant d'une façon plus audacieuse que le temps partagé à la pénurie de composants qui freine la croissance du marché mondial à cette époque.
Visant le contrôle commande de processus industriels comme le calcul scientifique, le Mitra 15 se veut adaptable à des domaines d'application très divers, grâce à un système de microprogrammation innovant et un bon rapport performance/prix. Son autre atout est d'être très utilisé comme interface frontale de l'ordinateur CII Iris 80. Le fait d'être microprogrammable à la demande lui permet de moduler la puissance de calcul à la demande en ajoutant jusqu'à quatre cartes.
C'est en effet aux Etats-Unis que Digital Equipment Corporation avait innové, dans la taille des machines, mais sans la même stratégie, n'y venant que plus tard.
- en 1964, Digital Equipment Corporation (DEC) avait lancé le PDP-8, ordinateur 12 bits, considéré comme le premier mini-ordinateur, bien qu'aux performances et ergonomies très modestes, vendu environ 16 000 $ qui peu à peu conquit de nombreux marchés de niche, laboratoires, chemins de fer et applications industrielles. Le dernier ordinateur marquant de cette série PDP, positionnée plus bas en gamme que le Mitra 15 sera le PDP-11.
- la fin des années 1960, trois anciens employés de DEC, Edson de Castro, Henry Burkhardt III et Richard Sogge, ont fait sécession pour créer l'entreprise Data General, spécialisée dans les mini-ordinateurs et et entrée en Bourse dès l'automne 1969, avec un premier produit, le Data General Nova, mini-ordinateur 16 bits qui sera en concurrence avec le Mitra 15 pour les achats en gros d'EDF, le français l'emportant finalement mais en le vendant sous le nom « FDE 15D », enrichi de fonctionnalités CIT-Alcatel[28].

## Concurrence
Le Monde observe en mai 1971 que le marché des mini-ordinateurs, tous modèles et types confondus, augmente « au rythme de 40 % par an », et que 6 constructeurs sur 7 sont américains, mais qu'il est hétérogène.
Deux grands concurrents lancent aussi en 1971 leurs premiers vrais mini-ordinateurs, mais encore très modestes et qui ne seront disponibles que l'année suivante:
- Fin septembre 1971[29], la Télémécanique annonce son futur T1600, qui sortira en 1972 en trois déclinaisons (1610, 1620, 1630)[29], pour la télé-informatique, la saisie de données, l'enseignement et l'appareillage de commandes[29]. D'une capacité de 4 à 64 K mots[29], il a pour originalité la microprogrammation, élaborée avec le fournisseur de composants Sescosem[29] et succède à son T2000[29]. Son département automatisme et informatique ne représente encore que 7 à 8 % de son chiffre d'affaires mais vise 25 % à horizon de 5 ans[29]. En 1970, Télémécanique vendait environ 40 % des machines pour automatismes industriels, et qui représentaient 13 % des petits ordinateurs utilisés à des fins autres que la gestion[29].

Le T1600 était, à la différence du T2000, microprogrammé, s'inspirant en cela du Mitra 15 sorti l'année précédente.
- Le fabricant américain d'instruments de mesure Hewlett-Packard lance, quant à lui, en 1971 le HP 2100 (en), produit technique et scientifique qui remplace tous ses autres modèles[30]. Puis, en 1974 voit le jour la série 21MX dont la mémoire centrale ne s'appuie plus sur la technologie à tores magnétiques mais repose sur des semi-conducteurs[31].

Le Monde observe le 27 mars 1974 que, contrairement à 1970, le marché national est désormais dominé par des constructeurs français, sur la base d'une étude menée par Diebold dénombrant 2400 « mini-ordinateurs et ordinateurs industriels » en France, dont environ 45% utilisés à des fonctions purement industrielles et 600 de générations précédentes, non encore qualifiées de « miniordinateur ». Le tiercé CII, Intertechnique, Télémécanique, détient, dans l'ordre 60 % de ce marché disparate, le Mitra 15 étant « très diffusé », mais Intertechnique profitant de son Multi-8 pour les péages sur autoroute, et Télémécanique venant de décider « d'orienter résolument son T1600, plus récent, vers les applications industrielles », avec « un nouveau software bien adapté ».

### Exportation et téléinformatique
Le Mitra 15 atteint en 1974 un chiffre d'affaires de 150 millions de francs, soit un huitième des ventes totales de la CII, dont « 30 % pour la téléinformatique » et « environ 20 % » à l'exportation, observe Le Monde. Ce chiffre d'affaires de 150 millions de francs n'inclut pas les ventes d'Iris 80, produit beaucoup plus cher et plus générateur de services, dont les ventes profitent du succès du Mitra 15 car les deux machines peuvent être utilisés ensemble à distance, via le logiciel réseau Transiris, dans une logique d'architectures multi-processeurs complètement visionnaire pour l'époque mais adaptée à la pénurie de composants qui caractérise le marché mondial et plus encore le marché français.

## Utilisations

### Réseaux «datagramme» de Cyclades et EIN
Aux débuts des Cyclades, réseau de commutation de paquets, Louis Pouzin l'avait appelé « Mitranet », en référence à l'ordinateur Mitra 15, alors utilisé par l'IRIA. Mais quelqu’un au ministère des Finances a dit « ce n’est pas possible, Mitranet ce n’est pas un nom français ». Du coup, Louis Pouzin a appelé son réseau « Cigale », car lors de la démonstration effectuée fin 1973, « à tout le ban et l’arrière-ban, les ministres et cætera, on avait mis un haut-parleur sur la ligne, et quand il passait un paquet, ça faisait « creuh creuh ».
Il est ensuite appelé Cyclades. Utilisés par ce réseau, les ordinateurs Mitra 15 et les Iris 80, étaient capables de fonctionner comme outil général de transmission de données, grâce à la fonction Transiris de l'Iris 80, supportant un fonctionnement en datagramme, qui évoluera ensuite en Datanet, avec un processeur frontal. Jean-Pierre Touchard, ingénieur de la CII, développe le commutateur de paquets de Cigale, et Hubert Zimmermann l’architecture des transmissions pour du transport de bout en bout, en mode « New Network Architecture » lancée dès 1971 à la CII.
Il sert aussi aux noeuds du « réseau expérimental de calculateurs » voulu par l'organisation européenne de recherche atomique Euratom en novembre 1971 avec huit pays (France, Italie, Norvège, Portugal, Royaume-Uni, Suède, Suisse et Yougoslavie) avec plusieurs comités d'études créés milieu de 1973 par l'UE et appel d'offres début 1974, remporté par les sociétés de services informatiques SESA et Logica pour relier dans un premier temos les ordinateurs de cinq centres scientifiques européens à Londres, à Paris, à Ispra, à Milan et à Zurich.

### Programme nucléaire français
Le Mitra 15 a servi lors du programme nucléaire français, quand il a fallu surveiller le tournant industriel (1969–1983) du déploiement de la nouvelle génération de générateurs électriques d'EDF. Sa montée en volume accompagne le Schéma directeur d’automatisation du réseau de transport, déployé en 1973.
Le Mitra 15 équipe alors progressivement l’ensemble des sites de conduite du réseau électrique — une centaine en France — pour assurer et gérer les échanges de données entre les équipements de téléconduite des sites commandés et les nœuds régionaux qui pilotent la conduite du réseau électrique. En 1975, les Mitra 15 d'EDF sont systématiquement complétés d'écrans et d'imprimantes.
Les barrages hydrauliques servent alors d'appoint dans les périodes de moindre disponibilité de la puissance nucléaire. Pour assurer nuit et jour « l’équilibre en temps réel entre la production et la consommation d'électricité », une « énergie qui ne se stocke pas ».
Réseau de transport d'électricité utilisait cet ordinateur pour gérer « les marges et réserves globales, la fréquence, la tension », via des postes de commande hydraulique (PCH), dialoguant avec les commandes de vannes des barrages.
L'un d'eux était déployé au centre de dispatching EDF de Lyon, afin de mieux utiliser les centrales hydrauliques des Alpes, toutes proches. Il était complété par des armoires de commande de type ETC 50, installées au sein de chaque usine hydroélectrique de la région. L'ensemble était relié par un circuit télécoms, privé et autonome d'EDF, déployé en parallèle de celui des PTT ; la vitesse faible de 50 bits par seconde était importante pour l'époque, pour transmettre les informations dans les deux sens, avec un codage détectant toute anomalie. Le calcul permettait d'adapter le recours aux grandes retenues d’eau, les lacs de barrages alimentés par la fonte des neiges aux heures de forte consommation, celles-ci estimées sur un cycle annuel corrigé régulièrement ; sans oublier leur « joker », à savoir les quelques stations de transfert d’énergie par pompage (STEP), comme celles qui ouvriront en 1980 au Barrage de Bissorte et en 1988 au Barrage de Grand'Maison, la centrale de pompage-turbinage la plus puissante d'Europe. Le Mitra 15 et ses périphériques y ont été installés en 1971. Trente ans après, ce poste de commande a cessé son exploitation début 2001, son matériel étant cédé à l'association Estel, fondée vers 1990 par Jean-Marc Spetebroodt, Jean Lhabitant et Henri Thibert, pour la sauvegarde du patrimoine télécommunications et contrôle-commande EDF et RTE, a récupéré une partie du matériel et qui a retracé les noeuds de routage de ce réseau.
L'usine Georges-Besse spécialisée dans l’enrichissement de l'uranium par diffusion gazeuse, implantée dans le site nucléaire du Tricastin à Pierrelatte, dans la Drôme, appelée aussi « usine Eurodif » selon l'accord signé avec les principaux pays européens le 25 février 1972, avait « des moyens de contrôle centralisés construits autour des Mitra 15 ».

### Réseau télécom des PTT

#### Les spécificités
Le CII Mitra 15 fait partie, avec le Télémécanique T1600, des ordinateurs conservés au musée informatique ACONIT de Grenoble, « des machines, robustes », avec lors de leur conception des mémoires à tores magnétiques, assignées non seulement aux commandes de vannes de barrages hydro-électriques, mais aussi aux sous-automates de centraux téléphoniques,.
Conçu pour gérer un grand nombre d'interruptions, le Mitra 15 peut en plus être émulé sur de gros ordinateurs centraux de plusieurs constructeurs différents, que ce soit l'IBM 360 ou l'Iris 80 de la CII. Au sein du réseau télécom des PTT, il est utilisé avec des Iris 80 de la CII.

#### Commutateurs des télécoms
Les Mitra 15 ont équipé les commutateurs téléphoniques de la présérie E10N4 entre 1972 et 1976, vendus par CIT-Alcatel aux PTT. Les circuits imprimés sont sous-traités désormais à l'établissement CIT de Coutances. Les premiers commutateurs téléphoniques installés entre 1972 et 1975, sont équipés d'un calculateur Mitra 15. Ce dernier, présenté en 1971, est réalisé en technologie à circuits intégrés TTL à partir de 1972. Un Centre de Traitement des Informations (CTI) est chargé de superviser en différé un groupe de commutateurs E10 dans toutes les fonctions (exploitation, maintenance, sauvegarde du système et de la taxation...). À partir de 1976, la baisse de prix des composants permet un système global de commutateur téléphonique de 2ème génération entièrement électronique, à base de nouveaux circuits intégrés, qui deviennent abordables.
Ainsi, un nouveau commutateur téléphonique E10N3, appelé aussi E10/64, est industrialisé en grande série à partir de 1976 par la Compagnie Industrielle des Télécommunications, du groupe CGE, la future Alcatel, pour succéder au E10N4 .
L'amélioration principale du commutateur téléphonique consiste ensuite en l'adoption d'un nouveau calculateur Mitra 125, plus rapide et puissant, pour replacer entièrement le Centre de Traitement des Informations (CTI). Une fois la mise au point définitive du E10N3 réalisée, tous les commutateurs E10N4 installés en France sont convertis en commutateurs E10N3, grâce au remplacement de leur Centre de Traitement des Informations (CTI) par un calculateur Mitra 125. Ensuite, les Mitra 125 seront eux-mêmes rapidement remplacés par un Mitra 225.
Ensuite Alcatel cherche son remplaçant, en préférant avoir la maitrise du produit de remplacement. En 1991, le système Mitra 225 avait fait son temps et arrivait en bout de course. En 1993, la fabrication des calculateurs Mitra 225, de la société SEMS cesse totalement. Les pièces de rechange n'étant plus disponibles, le parc de calculateurs Mitra 225 qui supportent les CTI doit être changé.

### Transport aérien
La CII sera le seul fabricant européen à s'implanter dans le contrôle du vol des avions, avec des contrats passés par l'aéroport de Copenhague pour le miniordinateur 10020. Sept exemplaires, de son successeur plus puissant, le 10070, desserviront le réseau de contrôle français et deux le réseau brésilien, ce qui lui ouvre en 1973 un contrat de 10 millions de francs avec l'organisation européenne pour la sécurité de la navigation aérienne, Eurocontrol, en vue de l'ouverture d'un troisième centre européen, à l'Aéroport de Shannon, situé à 15 km de Limerick, dans l'ouest de l'Irlande, Siemens-Irlande étant chargé de s'occuper de « toute la mise en œuvre du système ».

### Plan d'informatisation des lycées
En 1971, l'Éducation nationale décide d'un premier plan d'informatisation des lycées (opération dite « Expérience des 58 lycées »), portant dans une première phase sur 10 sites, pour atteindre ensuite le total des 58 établissements prévus de l'enseignement secondaire. Pour cette opération novatrice, le Télémécanique T1600 est l'une des deux machines choisies avec le Mitra 15 de la CII, pour une répartition à peu près équivalente dans les lycées : 31 mini-ordinateurs T1600 en version d'armoire industrielle, et 27 Mitra 15 en version d'armoire-châssis externe à tiroirs modulables. Chacune des dotations comprend initialement un ensemble informatique, avec : le mini-ordinateur retenu, un moniteur en temps partagé, neuf terminaux (huit terminaux claviers écrans Sintra TTE et un téléimprimeur Teletype ASR-33 (en)), un disque dur fixe interne, un lecteur de disquettes 8 pouces, ainsi que le langage LSE implémenté.
Le Plan Calcul avait créé au sein du Ministère de l'Éducation nationale une « Mission à l'Informatique », liée à la Délégation générale à l'informatique et lors d'un colloque CERI / OCDE organisé à Sèvres en mars 1970, il fut débattu des apports potentiels de l'informatique à l'enseignement. Il fut alors décidé d'installer des ordinateurs, à titre expérimental, dans 58 lycées,, mais il restait encore à choisir le langage informatique qui serait employé pour les programmer. Jacques Hebenstreit, chef du service informatique de l'École Supérieure d'Électricité (Supélec) de Gif-sur-Yvette, proposa alors aux autres participants de créer ce qui deviendra le LSE (Langage Symbolique d'Enseignement), appelé aussi « Langage de Sup-Élec » ou « Langage Simple à Enseigner », car il estimait que « le texte était le dénominateur commun des activités d'enseignement, et que donc le langage devait pouvoir le manipuler facilement ».
Un rapport de définition du langage de programmation LSE fut remis au Ministère de l'Éducation nationale en octobre 1971, rédigé par l'ingénieur Yves Noyelle, chargé pour ce projet au sein de l'équipe de Jacques Hebenstreit, de l'analyseur de commande, du système d'exploitation et du système de gestion de fichiers,. Pour répondre aux spécifications du Ministère et équiper les 58 lycées pilotes éligibles, la Délégation générale à l'informatique retient deux mini-ordinateurs, le T1600 (en configuration d'armoire industrielle) de la Télémécanique grenobloise et le Mitra 15, (en configuration d'armoire-châssis) de la CII, celui-ci prévu en production pour la fin 1971 dans son usine de Toulouse. L'entreprise CII sous-traite alors l'essentiel du développement à Supélec, tandis que le concurrent Télémécanique s'implique davantage, en partenariat avec une société de logiciels. En décembre 1972, une configuration partielle matérielle, système et langage, travaillée d'arrache-pied par Supélec est opérationnelle sur Mitra 15. Les performances y sont « entre trois et quatre fois meilleures » que celles du T1600 de la Télémécanique, mais avec deux mois de retard sur le délai de livraison de l'ordinateur de la CII. Ce point est alors sanctionné par la décision du Ministère de commander un peu plus d'ordinateurs Télémécanique T1600 que de CII Mitra 15, bien qu'il fût convenu initialement que les deux constructeurs devaient se répartir à stricte égalité les dotations prévues dans les 58 lycées,.
Dans le cadre de cette opération ministérielle, dite « Expérience des 58 lycées », un peu plus de cinq cents enseignants, déchargés de leurs fonctions dans ces 58 établissements éligibles, reçurent dans une première phase et dès 1973 une formation informatique lourde pendant un an, à plein temps, sur 5 centres universitaires du territoire français (Nancy, Grenoble, Paris, Toulouse, Rennes). Dans une seconde phase, six mille autres reçurent une formation légère, sous la forme d'un cours par correspondance diffusé par le CNTE accompagné de stages de deux à trois jours. De 1972 à 1975 dans chacun des 58 établissements d'enseignement secondaire, les livraisons des matériels choisis s'effectuèrent par la dotation d'un ensemble informatique complet, en temps partagé, comprenant : un mini-ordinateur CII Mitra 15 ou Télémécanique T1600, un disque dur de 256 ou 384 Ko, un lecteur de disquettes 8 pouces, 8 terminaux écrans claviers Sintra TTE, un téléimprimeur Teletype ASR-33 et le langage LSE implémenté.

### La fusée Ariane
À Kourou, au Centre Spatial Guyanais, le banc de contrôle Ariane 1 était organisé autour de deux Mitra 15 : un pour la gestion des systèmes électriques, un pour la gestion des systèmes fluides.
Les bancs de contrôle Ariane 4 utilisaient aussi deux calculateurs Mitra 15-30 et périphériques pour les contrôles commandes. L'un en zone de préparation (CCD) Contrôle Commande Dock, l'autre en zone de lancement (CCE) Contrôle Commande Électrique. Les périphériques ont évolué au cours des campagnes de lancement et notamment les disques à têtes magnétiques DRI qui ont été remplacés par des disques à mémoire RAM dont la rapidité des temps d'accès a nécessité des réaménagements de logiciels.
En Zone de lancement, le Mitra 15, associé à un Frontal Table Image (FTI) d'architecture Intel, permettait, entre autres fonctions celle qui amenait à l'allumage largage du lanceur. Une étude de pérennité de ces calculateurs et de l'ensemble des bancs de contrôle a permis leur utilisation jusqu'en 2003 date du dernier vol Ariane 4 V159.

## Les décisions politiques sur le Mitra 15 en 1976
La CII est handicapée par sa fusion de 1974-1976 avec Honeywell-Bull, plus centré sur l'informatique traditionnelle de gestion, et l'abandon d'Unidata, qui a provoqué la résiliation des commandes de Siemens, la vente du Mitra 15 étant en partie couplée par la CII avec celle du gros ordinateur Iris 80, au point qu'on peut alors « se demander » si la CII « ne sera pas contrainte de se lancer sur ce marché et de fabriquer ses propres matériels », observe Le Monde. Le mini-ordinateur Mitra 15, pilier depuis 1971 de sa stratégie d'informatique distribuée, est alors cédé à son actionnaire Thomson, qui s'oppose depuis plus d'un an à la fusion de la CII avec Honeywell-Bull, malgré une mission spéciale de médiation, alors que ce projet de fusion CII-Honeywell-Bull « divise profondément le gouvernement ». Thomson obtient à l'issue de cette médiation de se faire rembourser par l'Etat les pertes de 1975 et les départs volontaires qui en résultent à l'usine de Mitra 15 de Toulouse et il accepte finalement de donner son feu vert à la fusion. Les Mitra 15 de CII sont alors agrégés avec les ordinateurs de la Télémécanique dans une nouvelle filiale de Thomson, la SEMS.

## Successeurs du Mitra 15

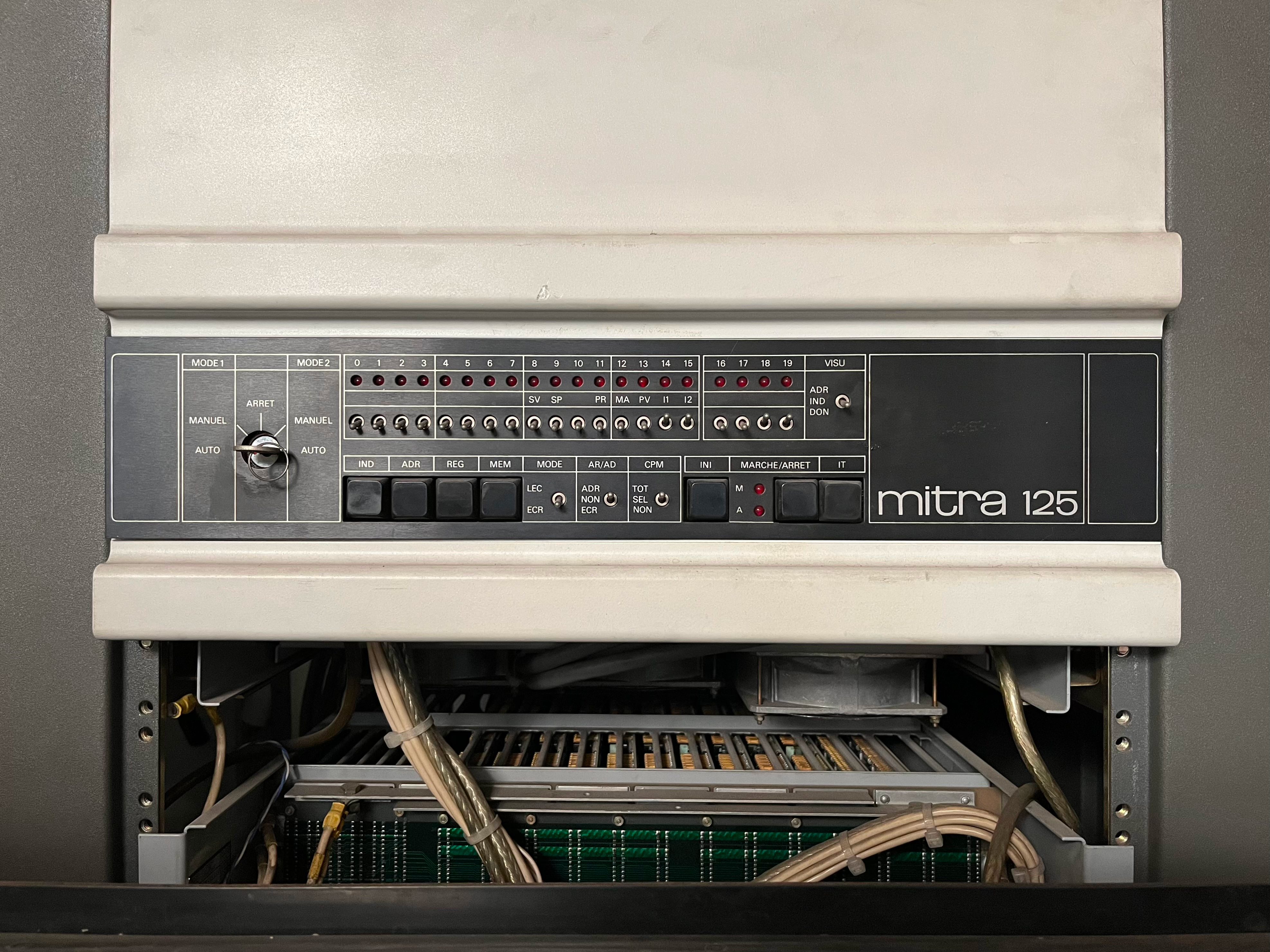
Panneau avant du Mitra 125, premier successeur du Mitra 15 (ACONIT, Grenoble)

Comme ses concurrents, le Mitra 15 et ses successeurs voient leur succès et leur expansion freinés par la disponibilité mondiale en processeurs:
- Produit et vendu lui aussi en 1975, le Mitra 125, appelé parfois « Mitra 15M / 125 » succède au Mitra 15, et dispose de capacités d’adressage étendues. Une version européenne avec opérateur rapide voit également le jour. C'est le Mitra 125 MS[21], spécialement étudiée pour le Spacelab[21], laboratoire spatial modulaire utilisé durant certaines des missions de la navette spatiale américaine, aux fins de missions d'étude sur la microgravité.
- Construite à partir de 1975 autour du microprocesseur en tranches AMD 2901[59], en version puissante, son successeur immédiat est le Mitra 225[60]. Cette famille de processeurs, plus facile à programmer que ceux d'Intel[59], est introduite elle aussi en 1975 par le fondeur Advanced Micro Devices : celui-ci profite de ce composant performant pour battre ses concurrents.

À partir de 1976, les mini-ordinateurs Mitra sont donc regroupés dans la Société européenne de mini-informatique et systèmes, constituée pour les applications civiles ; sont ajoutés aux Mitra (67% pour la Thomson, actionnaire de la CII) les mini-ordinateurs T1600 et Solar de Télémécanique (24%) et 9% de l'IDI. Thomson devient ainsi actionnaire de la SEMS plutôt que de la CII, où l'américain Honeywell l'a remplacée au capital. Thomson récupère les Mitra 15M militaires ainsi que d'autres produits à travers une autre filiale : la CIMSA, Compagnie pour l'Informatique Militaire, Spatiale et Aéronautique. De son côté, la SEMS, dans un document intitulé SIS Systèmes Interactifs SEMS, s'efforce de démontrer qu'elle peut fournir une variété de services. Mais à aucun moment dans ses offres, elle ne précise la nature du calculateur qui sera utilisé, Mitra ou Solar.
Le Mitra 525 entérine, dans une architecture à trois bus, les possibilités d'extension du Mitra 225 avec lequel il reste compatible. Le Mitra 625 de 1982 n'apportera que des modifications de détail, autorisant jusqu'à 25% de puissance en plus. Enfin, le Mitra 725 de 1984 est produit à une époque où la SEMS est transférée chez Bull, qui « ne s'occupera guère de cette SEMS, ayant à traiter les Level 6 d'Honeywell » ainsi que les lourdes pertes financières de la période 1982-1984.
Les Mitra 525, 625 et 725 utilisaient les circuits ECL MC10800 et MC10802, introduits par Motorola en 1975, alors que le 3002 d'Intel lui fait perdre de l'ascendant sur les concurrents. Pour rappel, l'Emitter coupled logic ou Logique à émetteurs couplés (ECL) était une technique qui permettait un niveau de performances supérieur à la technique TTL, ceci moyennant une consommation électrique davantage importante.